# Dirinaria applanata
Dirinaria applanata är en lavart som först beskrevs av Fée, och fick sitt nu gällande namn av D. D. Awasthi. Dirinaria applanata ingår i släktet Dirinaria och familjen Physciaceae.   Inga underarter finns listade i Catalogue of Life.